# 尚志館高等学校
尚志館高等学校（しょうしかんこうとうがっこう）は、鹿児島県志布志市志布志町安楽にある私立の高等学校。学校法人川島学園が運営している。

## 設置学科
- 特進科
- 普通科
- 商業科
- 建設工業科
- 医療福祉科
- 看護学科
  - 基礎課程
  - 専門課程

## 沿革

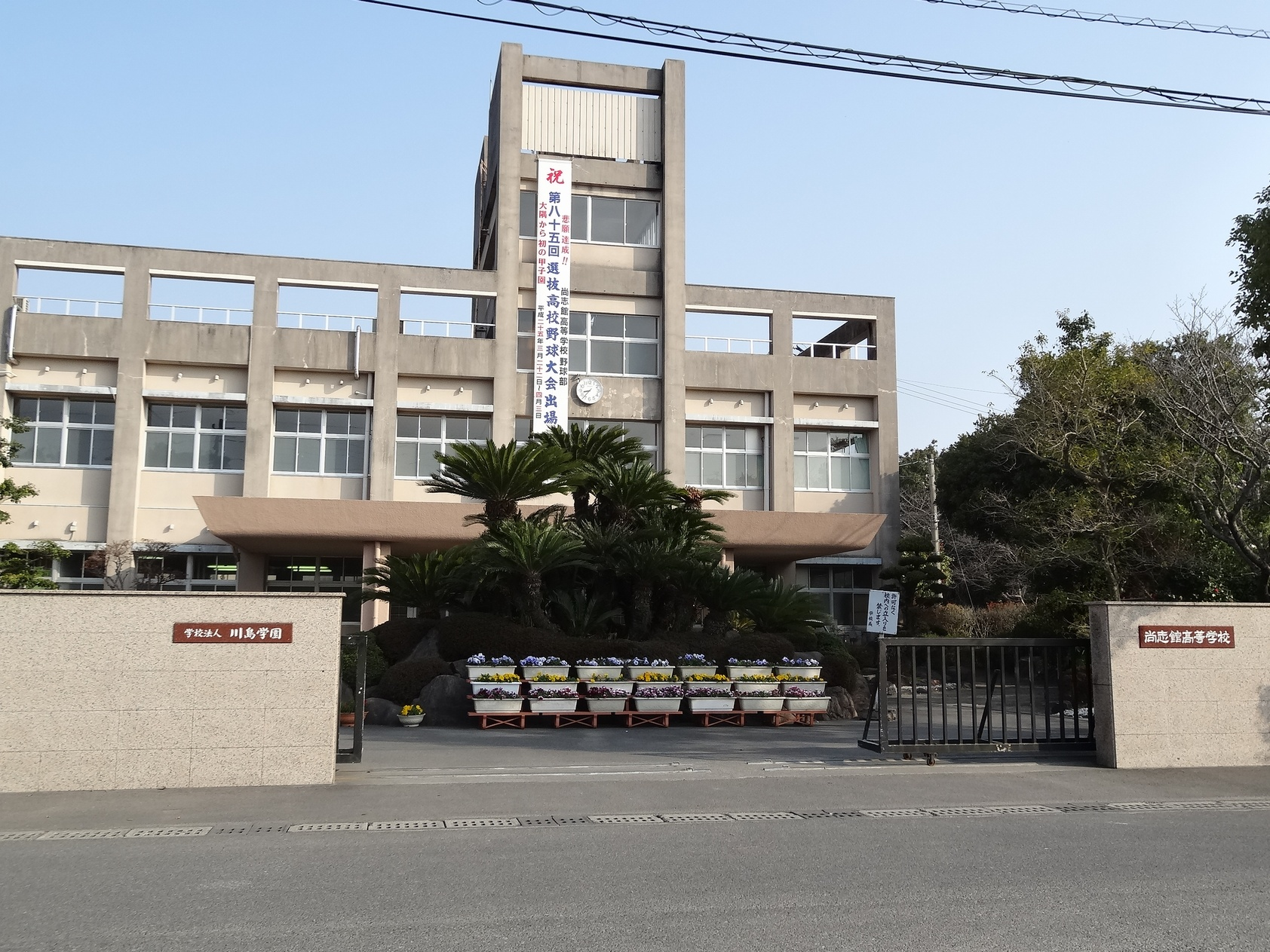
初代校舎（2013年3月撮影）

- 1971年 - 志布志実業高等学校として設立（商業科、建設工業科、女子経済科）
- 1982年 - 衛生看護科設置（女子経済科を廃止）
- 1988年 - 普通科設置
- 1992年 - 衛生看護専攻科設置
- 1997年 - 尚志館高等学校へ校名変更
- 2000年 - 医療福祉科設置
- 2002年 - 衛生看護科、衛生看護専攻科を看護学科（5年制）へ改編
- 2007年 - 普通科特進コースを特進科に、普通科普通コースを普通科に改編
- 2013年 - 大隅半島初となる選抜高等学校野球大会（第85回記念選抜高等学校野球大会）へ出場[1]。

## 校訓と理念

### 校訓
- 不屈不撓
川島学園統一の校訓（普通は建学の精神に値する）

### 理念
- 礼節
- 思いやり
- 教養
尚志館高校独自の理念であるため普通はこれが校訓である。

## 出身者
- 小田龍一（プロゴルファー）
- 川原克己（天竺鼠）
- 原口幸一（陸上競技選手・指導者）

## 系列校
- 鹿児島実業高等学校
- れいめい中学校・高等学校
- 鹿児島工学院専門学校（旧・KUCユニバーサルカレッジ）
- 鹿児島測量専門学校